# Angela Buxton
Angela Buxton (Liverpool, 16 agosto 1934 – Fort Lauderdale, 14 agosto 2020) è stata una tennista britannica.

## Biografia
Durante la sua carriera vinse il doppio al Roland Garros nel 1956 insieme a Althea Gibson vincendo contro la coppia composta da Darlene Hard e Dorothy Head Knode in tre set (6-8, 8-6, 6-1). Nello stesso anno vinse sempre con Althea Gibson il doppio al Torneo di Wimbledon battendo in finale Fay Muller e Daphne Seeney per 6-1, 8-6.
Nel singolo giunse in finale al Torneo di Wimbledon del 1956 dove perse contro Shirley Fry per 6–3 6–1, dopo che in semifinale aveva battuto Patricia Ward.
Dopo il ritiro si stabilì negli Stati Uniti, in Florida. Era di religione ebraica.